# Xã Jackson, Quận Clark, Missouri
Xã Jackson (tiếng Anh: Jackson Township) là một xã thuộc quận Clark, tiểu bang Missouri, Hoa Kỳ. Năm 2010, dân số của xã này là 434 người.